# Rittersitz Raffenberg
Die Burg Raffenberg ist eine abgegangene Burg der Herren von Bögge im Stadtteil Lerche der westfälischen Stadt Hamm.
Die Burg war ursprünglich im Besitz der Familie von Bögge und kam 1360 durch Heirat der Johanna von Bögge mit Wilhelm von Werne an dessen Familie, die sie bis 1695 besaß. Anschließend ging sie an die Herren von der Recke. Als diese Konkurs ging, erwarb Friedrich Freiherr Senfft von Pilsach das schon im 18. Jh. als verfallen bezeichnete Haus. 1822 kaufte es Gutsbesitzer Schulze Böing zu Derne an und errichtete hier ein Pächterhaus.
Die Burg war von einer dreifachen Wall-Graben-Anlage umgeben, mehr ist über ihre Gestalt nicht bekannt.